# Execrabilis
Execrabilis (in italiano, letteralmente, "esecrabile") è una bolla papale emessa da papa Pio II il 18 gennaio 1459 con cui veniva condannato chiunque si fosse appellato a un concilio per contestare una decisione papale.